# نیزورامو زاریپووا
نیزورامو اودینووا زریپووا (تاجیکی: Низорамоҳ Одинаевна Зарифова؛ زادهٔ ۶ نوامبر ۱۹۲۳ - درگذشته نوامبر ۲۰۲۴) سیاستمدار و مدافع حقوق زنان اهل شوروی بود. او از سال ۱۹۴۷ تا ۱۹۵۶ ریاست بخش زنان حزب کمونیست تاجیکستان را بر عهده داشت و سپس از سال ۱۹۵۶ تا ۱۹۶۶ به عنوان دبیر حزب فعالیت کرد. در سال ۱۹۶۶، او به عنوان نایب رئیس هیئت رئیسهٔ شورای عالی جمهوری سوسیالیستی شوروی تاجیکستان انتخاب شد. در طول دوران تصدی خود، که تا سال ۱۹۸۹ ادامه یافت، او بین ژانویه تا فوریهٔ ۱۹۸۴ به عنوان سرپرست دولت اتحاد جماهیر شوروی تاجیکستان، ریاست هیئت رئیسه را بر عهده گرفت.

## اوایل زندگی
زریپووا در ۶ نوامبر ۱۹۲۳ در روستای پوشنی، واقع در منطقهٔ کولاب، به دنیا آمد. پدرش، اودین کاسیم، یک کشاورز فقیر بود که زمانی که زریپووا تنها پنج سال داشت، درگذشت. مادرش، کاسیما، به تنهایی او را همراه با برادر و سه خواهرش بزرگ کرد، اما برادرشان در سن سیزده‌سالگی فوت کرد. برای تأمین معاش خانواده، در مواقعی که دختران به مدرسه نمی‌رفتند، آن‌ها در مزرعهٔ جمعی کار می‌کردند و به چیدن پنبه و چمن‌زنی مشغول بودند.پس از ازدواج مجدد مادرش، کاسیما به دلیل قدردانی از ناپدری جدید، نام خانوادگی او، یعنی زریپووا، را برای خود و فرزندانش انتخاب کرد.
در سال ۱۹۳۷، زریپووا توسط مقامات منطقه‌ای برای تحصیل در مدرسهٔ آموزشی زنان در استالین‌آباد فرستاده شد. اما به دلیل ناتوانی والدینش در پرداخت هزینه‌های تحصیل، او در سال ۱۹۴۰ مجبور به ترک مدرسه شد و به خانه بازگشت. پس از آن، زریپووا در مدرسهٔ آموزشی کولاب ثبت‌نام کرد و همزمان با آغاز جنگ جهانی دوم، از آنجا فارغ‌التحصیل شد.

## پیشه
زریپووا که توسط کمیتهٔ کومسومول استخدام شده بود، در طول جنگ جهانی دوم از مزارع جمعی بازدید می‌کرد و جیره‌های غذایی را بین کارگران مزارع توزیع می‌نمود. در سال ۱۹۴۵، او به ریاست بخش کمیتهٔ منطقه‌ای کولاب در تاجیکستان ارتقا یافت. بین سال‌های ۱۹۴۷ تا ۱۹۵۲، او ریاست بخش کار زنان کمیتهٔ منطقه‌ای کولاب را بر عهده داشت.
در سال ۱۹۵۲، رهبری حزب با او تماس گرفت و از او خواست تا برای گذراندن دوره‌های مدرسهٔ عالی حزب به مسکو برود. اگرچه او تمایلی به این کار نداشت، زیرا با زوهورشو رحمتولوف ازدواج کرده بود و آن‌ها صاحب فرزندانی بودند، اما می‌دانست که چاره‌ای جز پذیرش این پیشنهاد ندارد.شش ماه پس از شروع تحصیل در مسکو، بوبوجون غفوروف به او پیشنهاد کرد که ریاست بخش زنان کمیتهٔ مرکزی حزب را بر عهده بگیرد. زریپووا موافقت کرد که پس از اتمام دوره‌هایش در شش ماه، این پست را بپذیرد.
در سال ۱۹۶۶، زریپووا به عنوان معاون رئیس هیئت رئیسهٔ شورای عالی اتحاد جماهیر شوروی تاجیکستان منصوب شدو زیر نظر مخمدالله خولوف خدمت کرد. او تا سال ۱۹۸۹ به عنوان معاون رئیس فعالیت کرد و در این مدت، بین ژانویه و فوریهٔ ۱۹۸۴، به عنوان سرپرست هیئت رئیسه، عملاً رئیس دولت اتحاد جماهیر شوروی تاجیکستان بود.پس از بازنشستگی، زریپووا همچنان درگیر مسائل زنان بود و با سازمان‌های غیردولتی مختلف برای بهبود خدمات بهداشتی و فرصت‌های کسب‌وکار و کارآفرینی زنان همکاری می‌کرد. او به عضویت افتخاری کمیتهٔ امور زنان تاجیکستان درآمد و در شورای بزرگان نیز خدمت کرد.
زریپووا که متعهد به بهبود زندگی زنان و دختران بود، در دههٔ ۱۹۶۰ اقداماتی را برای تعیین سهمیهٔ زنان برای حضور در دانشگاه‌ها ارائه کرد. او همچنین برای تأسیس مدارس متوسطهٔ دخترانه در روستاها و ایجاد دانشکدهٔ پزشکی در ناحیهٔ شاهریتوس تلاش‌های بسیاری انجام داد. زریپووا اغلب از مزارع جمعی دورافتاده بازدید می‌کرد و شرایط را هم در داخل تاجیکستان و هم در سایر جمهوری‌های شوروی بررسی می‌نمود. پس از یک سفر به ترکمنستان شوروی، جایی که او متوجه شد هر گروه در آنجا یک زن به عنوان نایب رئیس دارد، او بازگشت و سیاست مشابهی را برای تاجیکستان پیشنهاد کرد. این سیاست تصویب شد و در نتیجه ۴۸۰ زن در مناصب رهبری قرار گرفتند. او عضو کمیتهٔ زنان شوروی و همچنین در کنگره‌های فدراسیون بین‌المللی دموکراتیک زنان بود.
در پایان همان سال، زریپووا به استالین‌آباد بازگشت، در حالی که خانواده‌اش در کولاب زندگی می‌کردند. او قبل از بازگشت به مسکو برای تکمیل تحصیلات خود در مدرسهٔ عالی حزب، به مدت یک سال در استالین‌آباد کار کرد. پس از اتمام تحصیلاتش، او به استالین‌آباد بازگشت و کار خود را به عنوان رئیس بخش زنان از سر گرفت. در سال ۱۹۵۶، زریپووا به عنوان دبیر حزب کمونیست تاجیکستان ارتقا یافت و تا سال ۱۹۶۶ در این سمت خدمت کرد. همزمان، او تا سال ۱۹۶۳ به عنوان عضو هیئت رئیسهٔ شورای عالی اتحاد جماهیر شوروی تاجیکستان نیز فعالیت می‌کرد. او در سال ۱۹۵۸ به عنوان معاون شورای عالی اتحاد جماهیر شوروی انتخاب شدو در سال ۱۹۵۶ مجدداً به عضویت شورای عالی اتحاد جماهیر شوروی درآمد. او همچنین به عنوان رئیس بخش ایدئولوژیک حزب کمونیست تاجیکستان خدمت کرد.
مرگ او در سن ۱۰۱ سالگی در ۳۰ نوامبر ۲۰۲۴ اعلام شد.